# Tinent d'alcalde
El tinent o la tinenta d'alcalde és un dels regidors d'un ajuntament que ha estat designat pel batlle com a membre amb veu i vot a la Junta de Govern Municipal. També es coneix com tinent/a d'alcaldia, tinent/a batlle, paer segon/a a Lleida i Cervera, i cònsol menor a Andorra, batlle adjunt, adjunt del batlle o adjunt al batlle.
El tinent d'alcalde té assignades les funcions que lliurement li delegui l'alcalde i, per llei, ha de substituir-lo en cas d'absència, malaltia, dimissió o defunció. El nombre màxim de tinents d'alcalde és un terç del nombre de regidors del Ple. Segons la Llei orgànica 5/1985, de 19 de juny, del règim electoral general, el nombre de regidors és donat pels habitants del municipi. Llevat en els municipis que funcionin en règim de consell obert.